# Thomas Burton Bottomore
Thomas Burton Bottomore, britanski marksistični sociolog in pedagog, * 1920, † 1992.